# سيرو برافو
سيرو برافو (بالإسبانية: Cerro Bravo) هو بركان يقع في سلسلة جبال الأنديز في مقاطعة توليما بكولومبيا، ويقدر ارتفاعه بـ 4 000 متر.

## الجغرافيا

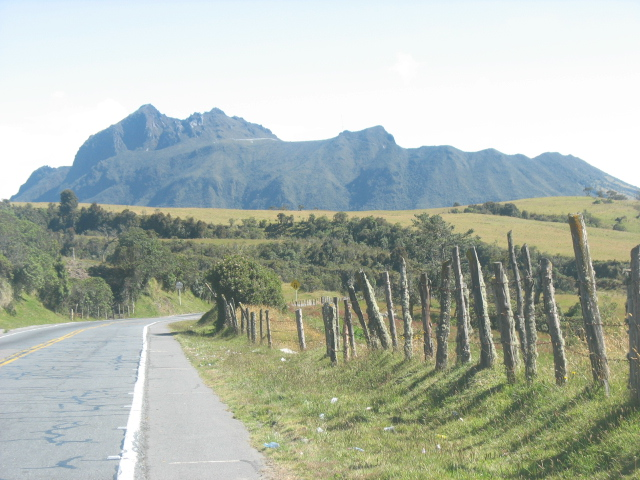
منظر سيرو برافو.

### الموقع
يقع سيرو برافو في سلسلة الجبال الوسطى في جبال الأنديز الكولومبية، وترتفع قمته في بلدية هيرفيو في مقاطعة توليما على بعد 25 كيلومتر إلى الغرب من مانيزاليس عاصمة مقاطعة كالداس.

## تاريخ
يفترض أن التاريخ الجيولوجي لسيرو برافو يبدأ منذ 50 ألف عام، وقد تشكل البركان الحالي منه على مدار 14 ألف سنة الماضية.
على الرغم من عدم وجود سجل تاريخي للثوران، تشير الأدلة الجبولوجية إلى أن الثوران الأخير لهذا البركان حدث بين عامي 1595 و1845م.